# US Open 1984
Gli US Open 1984 sono stati la 104ª edizione degli US Open e quarta prova stagionale dello Slam. Si sono disputati dal 28 agosto al 9 settembre 1984 allo USTA Billie Jean King National Tennis Center di Flushing Meadows a New York.
Il singolare maschile è stato vinto da John McEnroe che si è imposto su Ivan Lendl in tre set col punteggio di 6–3, 6–4, 6–1. Il singolare femminile è stato vinto da Martina Navrátilová, che ha battuto in finale in tre set Chris Evert. 
Nel doppio maschile si sono imposti John Fitzgerald e Tomáš Šmíd. Nel doppio femminile hanno trionfato Martina Navrátilová e Pam Shriver. 
Nel doppio misto la vittoria è andata a Manuela Maleeva, in coppia con Tom Gullikson.

## Seniors

### Singolare maschile
John McEnroe ha battuto in finale  Ivan Lendl con il punteggio di 6–3, 6–4, 6–1.
- È stato il 10º titolo dell'anno per McEnroe il suo 56º della carriera. È stato il suo 7º (e ultimo) titolo del Grande Slam e il suo 4º US Open.

### Singolare femminile
Martina Navrátilová ha battuto in finale  Chris Evert con il punteggio di 4–6, 6–4, 6–4.
- È stato l'11º titolo del Grande Slam per Martina Navrátilová, il suo 2º US Open.

### Doppio maschile
John Fitzgerald /  Tomáš Šmíd hanno battuto in finale  Stefan Edberg /  Anders Järryd con il punteggio di 7–6(5), 6–3, 6–3.

### Doppio femminile
Martina Navrátilová /  Pam Shriver hanno battuto in finale  Anne Hobbs /  Wendy Turnbull con il punteggio di 6–2, 6–4.

### Doppio misto
Manuela Maleeva /  Tom Gullikson hanno battuto in finale  Elizabeth Sayers Smylie /  John Fitzgerald con il punteggio di 2–6, 7–5, 6–4.

## Juniors

### Singolare ragazzi
Mark Kratzmann ha battuto in finale  Boris Becker con il punteggio di 6–3, 7–6.

### Singolare ragazze
Katerina Maleeva ha battuto in finale  Nikura Sodupe con il punteggio di 6–1, 6–2.